# Lenggadai Hilir
Lenggadai Hilir is een bestuurslaag in het regentschap Rokan Hilir van de provincie Riau, Indonesië. Lenggadai Hilir telt 1483 inwoners (volkstelling 2010).